# Isolaccio-di-Fiumorbo
Isolaccio-di-Fiumorbo település Franciaországban, Haute-Corse megyében. Lakosainak száma 332 fő (2022. január 1.). Isolaccio-di-Fiumorbo Prunelli-di-Fiumorbo, San-Gavino-di-Fiumorbo, Palneca, Ghisoni, Poggio-di-Nazza és Serra-di-Fiumorbo községekkel határos.

## Népesség
A település népességének változása:
| Lakosok száma | 451  | 411  | 346  | 395  | 362  | 331  | 311  | 307  | 315  | 332  |
|               | 1968 | 1982 | 1990 | 2006 | 2013 | 2015 | 2017 | 2019 | 2020 | 2022 |